# Liste der Sakralbauten in Breslau
Die Liste von Sakralbauten in Breslau enthält Kirchengebäude innerhalb der Breslauer Stadtgrenzen vom Anfang des 21. Jahrhunderts. Die Zusammenstellung führt außerdem die nicht mehr vorhandenen Kirchengebäude auf, erhebt jedoch keinen Anspruch auf Vollständigkeit.

## Beschreibung
Die Liste ist nach den deutschen Kirchennamen (Kirchenpatronen) alphabetisch sortierbar, auch nach ihren Baujahren kann sie, falls bekannt, sortiert werden.
Aufgeführt sind Gebäude aller Konfessionen bzw. Religionen, die dem öffentlichen Gottesdienst oder Gebet dienen, sowohl die existierenden als auch die abgegangenen. Zu den mehrere hunderten Gotteshäusern gehören katholische, protestantische und orthodoxe Kirchen, darüber hinaus Königreichssäle der Zeugen Jehovas, eine Synagoge und mehrere buddhistische Zentren. Die ältesten erhaltenen Gotteshäuser sind die Kathedrale St. Johannes der Täufer und die St. Ägidiuskirche aus dem elften und dem zwölften Jahrhundert.
Beim Wiederaufbau von zerstörten Kirchen an gleicher Stelle sind die Bauten nur einmal aufgeführt. Nicht aufgelistet sind Kapellen, die nie den Status einer Kirche erlangten, sowie Gemeindehäuser oder Synagogen, die sich in einem typischen Wohnungs- oder Verwaltungsbau befanden.
Zeichenerklärung: pentekost:= Pfingstkirche (pentekostalisch) STA = Siebenten-Tags-Adventisten; jüd.=jüdisch
|     | Bild | Name                                     | Kirchenname (polnisch)                                           | Lage (Adresse, Koordinaten)                                                      | Bauzeit                            | Religion              | Anmerkungen, Baustil, Architekt |
| --- | ---- | ---------------------------------------- | ---------------------------------------------------------------- | -------------------------------------------------------------------------------- | ---------------------------------- | --------------------- | --- |
| 1   |      | Adalbertkirche                           | Kościół św. Wojciecha                                            | Dominikanerplatz Plac Dominikański (Standort)                                    | 1300–1359                          | röm.-kath.            | Backsteingotik, zählt zu den ältesten Kirchen der Stadt. Filialkirche von Maria auf dem Sande |
| 2   |      | Adventistenkirche                        |                                                                  | ul. Dąbrowskiego Jana Henryka 14 (Standort)                                      | 1861–1862                          | STA                   | In den Jahren 1862–1936 war das Gebäude der Saal der Freireligiösen Gemeinde; 1936–1945 diente es als Baptistenkirche, 1947–1964 war das Kirchengebäude die polnisch-orthodoxe Kirche Geburt der Heiligen Mutter Gottes. Seit 1964 ist es die Kirche der Adventisten des Siebten Tages.                                       |
| 3   |      | Ägidienkirche                            |                                                                  | Domplatz Katedralny pl. (Standort)                                               | um 1220                            | röm.-kath.            | Romanik Nach häufigen An- und Umbauten wurden nach 1945 die meist barocken Veränderungen zurückgebaut. Unmittelbar neben der Kirche befinden sich das Kapitelhaus und weitere Gebäude, die zur Gemeinde gehören. In einem von ihnen ist das Diözesanmuseum untergebracht mit wertvollen historischen Stücken und Dokumenten.  |
| 4   |      | Agneskirche                              |                                                                  | Schuhbrücke 47 (ul. Szewska)(Standort)                                           |                                    | profaniert            | |
| 5   |      | Agneskirche (Masselwitz)                 |                                                                  | ul. Śliwowa 3 (Standort)                                                         |                                    | röm.-kath.            | Architekt: Alfred Trumpke Einweihung am 28. Mai 1939 durch Dompropst Dr. Alfons Blaeschke. Im Juli 1945 durch Brandstiftung zerstört; wieder aufgebaut. |
| 6   |      | Albertuskirche                           |                                                                  | ul. Redycka 10-12 (Standort)                                                     |                                    | röm.-kath.            | |
| 7   |      | Alexiskirche                             |                                                                  | (Standort)                                                                       |                                    | zerstört              | |
| 8   |      | Andreas-Apostel-Kirche                   |                                                                  | ul.Boguszowska 84 (Standort)                                                     |                                    | röm.-kath.            | |
| 9   |      | Andreas-Bobola-Kirche                    |                                                                  | ul. Koszalińska 15 (Standort)                                                    | 1996                               | röm.-kath.            | Architekt: Piotr Furmanek |
| 10  |      | Alte Annakirche                          |                                                                  | (Standort)                                                                       |                                    | profaniert            | |
| 11  |      | Neue Annakirche                          |                                                                  | (Standort)                                                                       |                                    | orthodox              | |
| 12  |      | Annakirche (Herrnprotsch)                |                                                                  | ul. Brodzka 163 (Standort)                                                       |                                    | röm.-kath.            | |
| 13  |      | Annakirche (Opperau)                     |                                                                  | Illyrierstraße ul. Sobótki 42 (Standort)                                         |                                    | röm.-kath.            | |
| 14  |      | Annakirche (Weide)                       |                                                                  | ul.Zduńska 8 (Standort)                                                          |                                    | röm.-kath.            | |
| 15  |      | Antiochiakirche                          |                                                                  | ul. Sępia 2-6 (Standort)                                                         |                                    | pentekost.            | |
| 16  |      | Antoniuskirche                           |                                                                  | Antonienstraße 30 ul. św. Antoniego 30 (Standort)                                |                                    | röm.-kath.            | |
| 17  |      | Antoniuskirche Carlowitz                 |                                                                  | Breslau-Carlowitz Aleja Jana Kasprowicza 26 (Standort)                           | 1900/1901                          | röm.-kath.            | |
| 18  |      | St. Augustinus                           |                                                                  |                                                                                  |                                    | röm-kath.             | |
| 19  |      | Barbarakirche                            | Kościół św Barbary Sobór Narodzenia Przenajświętszej Bogurodzicy | Nikolaistraße ul. św. Mikołaja 38–40 (Standort)                                  | Beginn 15. Jh.                     | poln.-orthodox        | Kathedrale der Geburt der seligen Jungfrau Maria Von 1525 bis 1945: evangelisch, danach wieder katholisch. besonders sehenswert: der Barbara-Flügelaltar und die Pesttür |
| 20  |      | Bernhardinerkirche                       |                                                                  | (Standort)                                                                       | 1463–1502                          | profaniert            | Nutzung als Architekturmuseum Breslau und durch die Denkmalschutzbehörde |
| 21  |      | Bonifatiuskirche                         | Kościół św. Bonifacego                                           | (Standort)                                                                       | 1897–1898                          | röm.-kath.            | Architekt: Joseph Ebers Die Bonifazius-Gemeinde unterhält eine Kapelle auf dem Gelände der Psychiatrischen Klinik. |
| 22  |      | Borromäuskirche (St. Carolus)            |                                                                  | Charlottenstraße 58 ul. Krucza 58 (Standort)                                     | 1911–1913                          | röm.-kath.            | Architekt: Joseph Maas |
| 23  |      | Christkönigskirche                       |                                                                  | ul. Młodych Techników 17 (Standort)                                              | 1978                               | röm.-kath.            | Architekt: Jerzy Molicki |
| 24  |      | Christophorikirche                       |                                                                  | Christophoriplatz pl. św. Krzysztofa (Standort)                                  | 1410                               | evang.                | |
| 25  |      | Christuskirche                           |                                                                  | Hohenzollernstraße 55 ul. Zaporoska (Standort)                                   | 1898–1901                          | alt-lutherisch        | Architekt: Jürgen Kröger, zerstört |
| 26  |      | Clemenskirche                            |                                                                  | Basteigasse                                                                      | vor 1418                           |                       | zerstört und 1763 abgetragen |
| 27  |      | Clemenskirche                            |                                                                  | (Standort)                                                                       |                                    | röm.-kath.            | |
| 28  |      | Breslauer Dom                            | Archikatedra św. Jana Chrzciciela                                | Dominsel (Standort)                                                              | 11. Jh. aktuelle Gestalt 1244–1272 | röm.-kath.            | Basilica minor, Erzkathedrale mehrere Vorgängerbauten; nach Zerstörung im ZWK wieder aufgebaut |
| 29  |      | Dorotheenkirche                          |                                                                  | (Standort)                                                                       |                                    | röm.-kath.            | |
| 30  |      | Elftausend-Jungfrauen-Kirche             |                                                                  | ul. Ołbińska 1 (ehemals Elbingstraße 1) (Standort)                               | 1823                               | röm.-kath.            | erbaut als evang. Kirche, Architekt: Carl Ferdinand Langhans im 21. Jh.: Kirche zum Schutz des hl. Josef |
| 31  |      | Elisabethkirche                          | Bazylika św. Elżbiety Węgierskiej                                | (Standort)                                                                       | 13. Jh.                            | röm.-kath.            | Garnisonkirche, Basilica minor |
| 32  |      | Elisabethkirche                          |                                                                  | Gräbschener Straße 103 ul. Grabiszyńska 103 (Standort)                           | 1893–1896                          | röm.-kath.            | Architekt: Joseph Ebers |
| 33  |      | Erlöserkirche                            |                                                                  | Benderplatz plac Stanisława Staszica (Standort)                                  | 1904                               | evangelisch           | Architekt: Jürgen Kröger nach schwerer Kriegszerstörung in den 1950er Jahren abgerissen |
| 34  |      | Erlöserkirche Rosenthal                  |                                                                  | Rosenthal (Standort)                                                             | ab 1990                            | röm.-kath.            | Architekten: Jadwiga Grabowska-Hawrylak, Maciej Hawrylak, Wojciech Brzezowski, Ewa Kubica-Hawrylak Türme noch nicht vollendet |
| 35  |      | Faustinakirche                           |                                                                  | (Standort)                                                                       |                                    | röm.-kath.            | |
| 36  |      | Franziskuskirche                         |                                                                  | (Standort)                                                                       |                                    | röm.-kath.            | |
| 37  |      | Fronleichnamkirche (St. Corpus Christi)  |                                                                  | Schweidnitzer Straße 26 (Standort)                                               |                                    | röm.-kath.            | |
| 38  |      | St. Georg und Hl. Kreuz                  |                                                                  | Brockau ul. Biegła 3 (Standort)                                                  | 1910–1911                          | röm.-kath.            | Architekt: Oskar Hossfeld Konsekration am 5. November 1911 durch Kardinal Georg von Kopp |
| 39  |      | Gnadenkirche Kleingandau                 |                                                                  | ul. Jerzego Bajana 47a (Standort)                                                |                                    | röm.-kath.            | |
| 40  |      | Gnadenkirche Lamsfeld                    |                                                                  | ul. Jagodzińska 3-5 (Standort)                                                   |                                    | röm.-kath.            | |
| 41  |      | Muttergotteskirche                       |                                                                  | (Standort)                                                                       | 1919                               | röm.-kath.            | Architekt: Joseph Ebers |
| 42  |      | Gustav-Adolf-Kirche                      |                                                                  | ul. ks. S. Brzóski 1 (Standort)                                                  | 1932–1933                          | evang. Garnisonkirche | Architekt: Albert Kempter |
| 43  |      | St. Klara und Hedwig                     |                                                                  | Ritterplatz pl. Nankiera (Standort)                                              |                                    | röm.-kath.            | |
| 44  |      | Hedwigskirche Cosel                      |                                                                  | ul. Pilczycka 25 (Standort)                                                      |                                    | röm.-kath.            | |
| 54  |      | Hedwigskirche Hermannsdorf               |                                                                  | (Standort)                                                                       |                                    | röm.-kath.            | Filialkirche der Maria, Königin von Polen in Breslau-Hermannsdorf |
| 46  |      | Hedwigskirche Deutsch-Lissa              |                                                                  | ul. Wolska 6 (Standort)                                                          |                                    | röm.-kath.            | |
| 47  |      | Hedwigskirche Weidenhof                  |                                                                  | Weidenhof ul. Pęgowska 10 (Standort)                                             | 1892                               | röm.-kath.            | |
| 48  |      | Heilige-Familie-Kirche                   |                                                                  | Zimpel ul. Monte Cassino 68 (Standort)                                           |                                    | röm.-kath.            | In den Jahren 1928/1929 wurde die Kirche durch den Architekten Kurt Langer erbaut. |
| 49  |      | Heiliggeistkirche (Altstadt)             |                                                                  | Heiliggeiststraße ul. Stanisława Piłata (Standort)                               |                                    | evang. zerstört       | |
| 50  |      | Heiliggeistkirche Brockau                |                                                                  | Brockau                                                                          | 1910–1911                          | evang. zerstört       | Architekt: Oskar Hossfeld |
| 51  |      | Heiliggeistkirche Dürrgoy                |                                                                  | Filkestraße 49 (Standort)                                                        | 1929                               | röm.-kath. zerstört   | Im Jahr 1928 wurde mit dem Bau begonnen. Am 20. Januar 1929 konsekrierte Kardinal Adolf Bertram die Kirche, Architekt war Pfaffroth. Im Jahr 1945 zerstört. |
| 52  |      | Heiliggeistkirche Huben                  |                                                                  | Huben (Standort)                                                                 | 1972                               | röm.-kath.            | |
| 53  |      | St. Heinrich                             | Kościół św. Henryka we Wrocławiu                                 | (Standort)                                                                       | 1891–1893                          | röm.-kath.            | Architekt: Joseph Ebers |
| 54  |      | Herz-Jesu-Kirche                         | Kościół Najświętszego Serca Jezusowego                           | Kaiserstraße plac Grunwaldzki 3-5 (Standort)                                     |                                    | röm.-kath.            | |
| 55  |      | Herz-Jesu-Kirche Pawelwitz               |                                                                  | ul. Malwowa (Standort)                                                           |                                    | röm.-kath.            | |
| 56  |      | Hofkirche                                |                                                                  | (Standort)                                                                       | 1750                               | evang.                | |
| 57  |      | St. Hyazinthus                           |                                                                  | Swoitsch ul. Miłoszycka 20a (Standort)                                           |                                    | röm.-kath.            | |
| 58  |      | Ignaz-Loyola-Kirche                      |                                                                  | ul. Wincentego Stysia 16 (Standort)                                              |                                    | röm.-kath.            | |
| 59  |      | St. Jakob und Christoph                  |                                                                  | Hundsfelder Straße ul. Bolesława Krzywoustego 291 (Standort)                     |                                    | röm.-kath.            | |
| 60  |      | Jesuskirche                              | Kościół Imienia Jezus                                            | pl. Uniwersytecki 1 Universitätsplatz (Standort)                                 | 16. Jh.                            | röm.-kath.            | Universitätskirche; zum Dekanat Wrocław-Katedra |
| 61  |      | Johanneskirche                           |                                                                  | (Standort)                                                                       | 1907–1909                          | röm.-kath.            | heute Augustinkirche |
| 62  |      | St. Johannes Apostel                     |                                                                  | Sakrau ul. Zatorska 23a (Standort)                                               |                                    | röm.-kath.            | |
| 63  |      | Johann-Heß-Kirche                        |                                                                  | Oswitz ()                                                                        | 1937/1938                          | evang.                | nach 1945 zerstört |
| 64  |      | Josefskirche Katharinenstraße            |                                                                  | (Standort)                                                                       |                                    | röm.-kath.            | |
| 65  |      | Josefskirche                             |                                                                  | Ofener Straße (Standort)                                                         | 1933                               | röm.-kath.            | Architekt: Joachim von Ohlen |
| 66  |      | St. Kasimir Königssohn                   |                                                                  | Görlitz ul. Litewska 1 (Standort)                                                | 1986                               | röm.-kath.            | |
| 67  |      | Katharinenkirche                         |                                                                  | (Standort)                                                                       | 1350 14. Jh.                       | profaniert            | |
| 68  |      | St. Klara                                | Kościół św. Klary                                                | pl. Nankiera 16                                                                  | 18. Jh.                            | röm.-kath.            | Filialkirche von Namen Jesu; zum Dekanat Wrocław-Katedra |
| 69  |      | Klemens-Dworzak-Kirche (Jesuitenkirche)  |                                                                  | Aleja Pracy 26 (Standort)                                                        | 1932                               | röm-kath.             | benannt nach dem Hl. Klemens Maria Hofbauer oder Klement Maria Dvořák |
| 70  |      | Königin-Luise-Gedächtniskirche           |                                                                  | Ofener Straße (Standort)                                                         | 1915                               | zerstört              | Architekt: Ewald Wachenfeld |
| 71  |      | Kreuzkirche                              | Kolegiata Świętego Krzyża i św. Bartłomieja                      | (Standort)                                                                       | 1288                               | röm.-kath.            | Sie ist eine zweigeschossige Doppelkirche, ein Geschoss ist dem Hl. Bartholomäus geweiht. Das Gebäude wurde in mehreren Jahrhunderten immer wieder an-, um- oder aufgebaut. |
| 72  |      | Kreuzkirche Marschwitz                   |                                                                  | Marschwitz ul. Władysława Skoczylasa 23 (Standort)                               |                                    | röm.-kath.            | Filialkirche der Hedwigskirche in Breslau-Deutsch-Lissa |
| 73  |      | Laurentiuskirche                         |                                                                  | ul. Odona Bujwida 51 (Standort)                                                  |                                    | röm.-kath.            | |
| 74  |      | Laurentiuskirche Neukirch                |                                                                  | ul. Żernicka 249 (Standort)                                                      |                                    | röm.-kath.            | |
| 75  |      | Lazaruskirche                            |                                                                  | (Standort)                                                                       |                                    | röm.-kath.            | |
| 76  |      | Lutherkirche                             |                                                                  | Kaiserstraße / Hirtenstraße (Standort)                                           | 1893–1896                          |                       | Architekt: Jürgen Kröger; zerstört |
| 77  |      | Magdalenenkirche                         |                                                                  | Albüßer Straße (Standort)                                                        |                                    | poln.-kath.           | Ersetzte zerstörte Vorgängerkirchen; ist dem Apostel Andreas und der Hl. Maria Magdalena geweiht. |
| 78  |      | Maria-Elend-Kirche                       |                                                                  | Rosenthal ul. Bałkańska 4 (Standort)                                             |                                    | röm.-kath.            | |
| 79  |      | Maria-Elend-Kirche                       |                                                                  | Schreckendorf ul.Tatarakowa 1 (Standort)                                         |                                    | röm.-kath.            | |
| 80  |      | Maria-Frieden-Kirche                     |                                                                  | Pöpelwitz ul. Ojców Oblatów 1 (Standort)                                         |                                    | röm.-kath.            | |
| 81  |      | Mariä-Geburt-Kirche                      |                                                                  | Pilsnitz ul. Pilczycka 139 (Standort)                                            |                                    | röm.-kath.            | |
| 82  |      | Maria-Gnaden-Kirche                      |                                                                  | Cawallen al. Aleksandra Brücknera 20-22 (Standort)                               |                                    | röm.-kath.            | |
| 83  |      | Mariahilfkirche                          |                                                                  | Kleinmochbern ul. Szkocka 35 (Standort)                                          |                                    | röm.-kath.            | |
| 84  |      | Mariahilfkirche                          |                                                                  | Kleintschansch ul. Świątnicka (Standort)                                         | 1909                               | röm.-kath.            | Architekt: Hermann von Carlowitz |
| 85  |      | Mariä-Himmelfahrt-Kirche                 |                                                                  | (Standort)                                                                       |                                    | röm.-kath.            | |
| 86  |      | Maria, Königin von Polen in Hermannsdorf |                                                                  | (Standort)                                                                       |                                    | röm.-kath.            | |
| 87  |      | Maria, Königin von Polen in Klettendorf  |                                                                  | ul. Karmelkowa 94 (Standort)                                                     |                                    | röm.-kath.            | |
| 88  |      | Maria-Trost-Kirche Grüneiche             |                                                                  | Grüneiche ul. Edwarda Wittiga 10 (Standort)                                      |                                    | röm.-kath.            | |
| 89  |      | Maria-Trost-Kirche Deutsch-Lissa         |                                                                  | Deutsch-Lissa ul. Krzelowska (Standort)                                          |                                    | röm.-kath.            | Filialkirche der Hedwigskirche in Breslau-Deutsch-Lissa |
| 90  |      | Maria-Rosenkranz-Kirche                  |                                                                  | Goldschmieden ul. Wielkopolska 3-5 (Standort)                                    | 2004–2005                          | röm.-kath.            | |
| 91  |      | Martinskirche                            |                                                                  | (Standort)                                                                       |                                    | röm.-kath.            | |
| 92  |      | Matthiaskirche                           |                                                                  | (Standort)                                                                       |                                    | röm.-kath.            | |
| 93  |      | Mauritiuskirche                          |                                                                  | (Standort)                                                                       | Mitte d. 13. Jh.                   | röm.-kath.            | |
| 94  |      | Maximilian-Kolbe-Kirche                  |                                                                  | (Standort)                                                                       | Ende 1980er Jahre                  | röm.-kath.            | Architekt: Tadeusz Szukala |
| 95  |      | Michaeliskirche Elbing                   |                                                                  | Am Lehmdamm 78 ul. Bolesława Prusa 78 (Standort)                                 | 1862–1871                          | röm.-kath.            | Architekt: Alexis Langer |
| 96  |      | Michaeliskirche Großmochbern             |                                                                  | Großmochbern (Standort)                                                          |                                    | röm.-kath.            | Mit Erlaubnis von Bischof Preczlaw von Pogarell als Filialkirche von St. Nicolai erbaut; um 1470 Erweiterung durch Anbau eines Schiffes, des Turmes und der Sakristei. |
| 97  |      | Neue Synagoge                            |                                                                  | (Standort)                                                                       | 1872                               | jüdisch               | Architekt: Edwin Oppler; 1938 zerstört |
| 98  |      | Nikolaikirche                            |                                                                  | Nikolaiplatz pl. św. Mikołaja (Standort)                                         |                                    |                       | zerstört |
| 99  |      | Pauluskirche                             |                                                                  | (Standort)                                                                       | 1913                               |                       | Architekt: Arthur Kickton; zerstört |
| 100 |      | Pfingstkirche                            |                                                                  | Markgrafstraße ul. Miła (Standort)                                               |                                    | pentekost.            | ehem. katholische Laurentiuskapelle |
| 101 |      | St. Peter und Paul                       |                                                                  | (Standort)                                                                       |                                    | röm.-kath.            | |
| 102 |      | Rochuskirche                             |                                                                  | ul. Bolesławiecka 15 (Standort)                                                  | 1933/34                            | röm.-kath.            | Holzkirche, im Frühjahr 1945 durch Brand zerstört Architekt: Alfred Trumpke |
| 103 |      | Salvatorkirche                           |                                                                  | Bohrauer Straße ul. Borowska (Standort)                                          | 1876                               | zerstört              | |
| 104 |      | Salvatorkirche Woischwitz                |                                                                  | ul. Pawła Jasienicy 4/6 (Standort)                                               |                                    | röm.-kath.            | |
| 105 |      | Sandkirche, Jungfrau Maria auf dem Sande |                                                                  | (Standort)                                                                       | 1430                               | röm.-kath.            | |
| 106 |      | Sklower Synagoge                         | Sklower Schul                                                    | Goldene-Rade Gasse 2                                                             | 1762                               | jüd.                  | In Breslau beheimatete litauische Kaufleute hatten sich die Synagoge eingerichtet. Sie wurde infolge der Judenverfolgung 1933 aufgelöst, das Gebäude blieb jedoch im Zweiten Weltkrieg erhalten. |
| 107 |      | St. Stanislaus                           |                                                                  | (Standort)                                                                       |                                    | röm.-kath.            | |
| 108 |      | St. Stephan                              |                                                                  | (Standort)                                                                       |                                    | röm.-kath.            | |
| 109 |      | St. Theresia vom Kinde Jesu              |                                                                  | Oswitz ul. Osobowicka 129 (Standort)                                             |                                    | röm.-kath.            | Architekt: Alfred Trumpke |
| 110 |      | Trinitatiskirche                         |                                                                  | Brüderstraße ul. gen. Kazimierza Pułaskiego (Standort)                           |                                    | röm.-kath.            | auch Barmherzige-Brüder-Kirche Architekt: Blasius Peindtner; Grundsteinlegung am 16. Juni 1715 durch Fürstbischof von Breslau Kurfürst Franz Ludwig von Pfalz-Neuburg; die Konsekration der, der Heiligen Dreifaltigkeit geweihten Kirche nahm der Weihbischof von Breslau Elias Daniel von Sommerfeld am 24. April 1727 vor. |
| 111 |      | Trinitatiskirche Krietern                |                                                                  | Trentinstraße ul. Krzycka 42 (Standort)                                          | 1960                               | röm.-kath.            | spätmodern |
| 112 |      | Kirche der Unbefleckten Empfängnis       |                                                                  | Krietern Leiblstraße ul. Agrestowa 20 (Standort)                                 |                                    | röm.-kath.            | |
| 113 |      | Vinzenzkirche                            |                                                                  | Ritterplatz Plac Nankiera (Standort)                                             |                                    | griech.-kath.         | |
| 114 |      | Vinzenzkirche Elbing                     |                                                                  | (Standort)                                                                       |                                    | zerstört              | |
| 115 |      | Vorsehungskirche                         |                                                                  | Mariahöfchenstraße ul. Nowodworska 64 (Standort)                                 | 1991                               | röm.-kath.            | Architekten: T. Zipser / A. Stupak |
| 116 |      | Synagoge zum Weißen Storch               |                                                                  | Wallstraße ul. Pawła Włodkowica 7 (Standort), Architekt: Carl Ferdinand Langhans | 1827–1829                          | jüd.                  | |
| 117 |      | Zülzer Synagoge                          | Landschul                                                        | Carlsplatz 3                                                                     | 16. Jh.                            | jüd.                  | 1887 wurden die benachbarten Gotteshäuser (Glogauer, Neu-Glogauer und Lissaer Synagogen) abgerissen; an ihrer Stelle errichtete die Sparkasse ein Geschäftshaus. Die Zülzer Synagoge stand bis etwa 1941 am Carlsplatz. |